# Kecamatan Pesisir Selatan
Kecamatan Pesisir Selatan är ett distrikt i Indonesien.   Det ligger i provinsen Lampung, i den västra delen av landet, 290 km väster om huvudstaden Jakarta.